# Società nazionale per la confederazione italiana

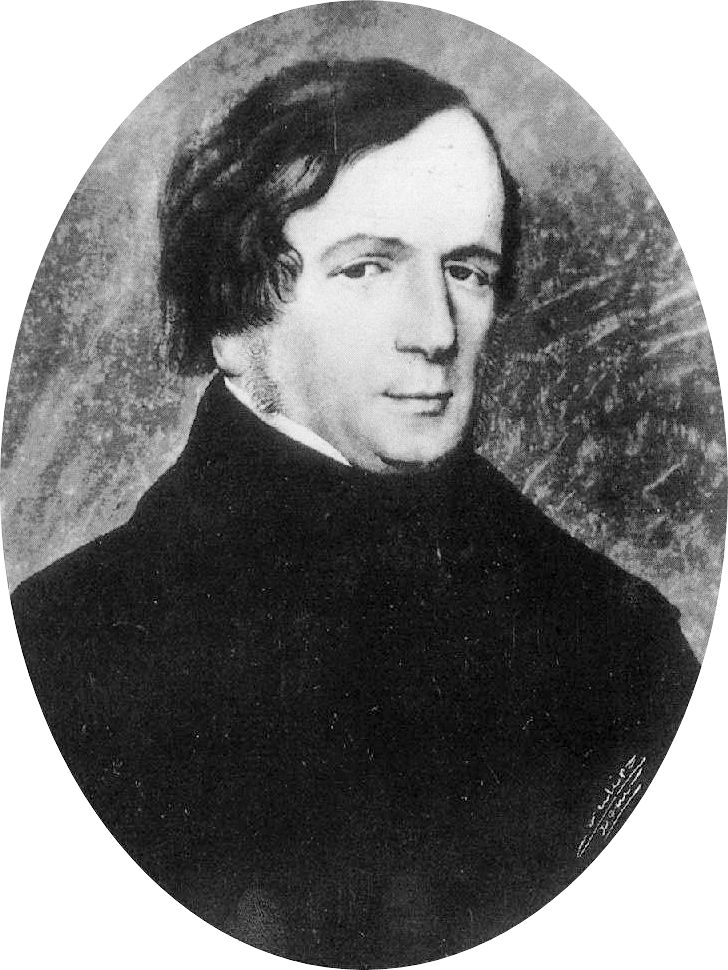
Vincenzo Gioberti

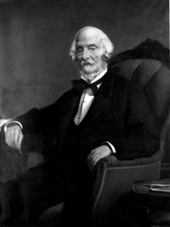
Terenzio Mamiani della Rovere

La Società nazionale per la confederazione italiana, ideata e presieduta da Vincenzo Gioberti, è stata un'organizzazione che ha avuto un ruolo importante, sia pure limitato al solo 1848, nell'ambito del Risorgimento italiano, in particolare per la sua caratterizzazione anti-centralista (in riferimento al governo sabaudo) e per le discussioni accademiche, soprattutto sul federalismo, che si sono svolte nel suo seno.

## Storia
Formata da uomini politici, intellettuali e patrioti, sia liberali sia democratici, venne fondata il 6 settembre 1848 e incardinata su alcuni principi fondamentali, quali l'indipendenza dell'Italia dallo straniero e il mantenimento sia dell'unione tra diverse realtà politiche (Piemonte, ducati e provincie lombardo-venete) sotto la monarchia costituzionale dei Savoia, sia dell'integrità territoriale e politico-amministrativa degli altri stati e regni già costituiti nella penisola. La Società aveva lo scopo di promuovere «con tutti i mezzi legittimi» il raggiungimento di un patto federativo italiano.
Con queste finalità essa organizzò un Congresso nazionale, che ebbe luogo a Torino dal 10 al 27 ottobre del 1848. Vi presero parte numerose figure di spicco del risorgimento piemontese e lombardo, ma anche toscano, romano e meridionale (da Carlo Luciano Bonaparte a Pier Silvestro Leopardi, da Terenzio Mamiani della Rovere a Giuseppe Massari, da Silvio Spaventa a Domenico Ricciardi, da Pietro Sterbini a Pier Angelo Fiorentino), tutte richiamate dal carisma di Vincenzo Gioberti, padre del neoguelfismo.
Le discussioni sviluppatesi nel Congresso torinese, pur mettendo in luce le difficoltà di stabilire un accordo sull'ordinamento nazionale, portarono all'approvazione di uno schema di confederazione tra il "Regno dell'Alta Italia" (ovvero il Regno di Sardegna allargato ai ducati di Parma e di Modena, entrambi annessi nel 1848, e al Regno Lombardo-Veneto, una volta che la guerra contro l'Austria fosse andata a buon fine), il Granducato di Toscana, lo Stato Pontificio, il "Regno di Napoli" e il Regno di Sicilia. Tale schema era formato da dieci brevi articoli, in cui veniva delineato l'assetto della futura Confederazione Italiana. I punti principali prevedevano: la creazione di un esercito, flotta, tesoro, rappresentanza diplomatica e bandiera - il Tricolore - comuni (punti I e II); la creazione di un organo legislativo federale, il Congresso, composto da due camere, una con rappresentanti in numero paritario per Stato ed eletta dai singoli Parlamenti, l'altra con un numero di deputati per Stato proporzionale alla popolazione di questo ed eletta direttamente dal popolo (punto IV); il potere esecutivo affidato ad un Presidente federale eletto dal Congresso (verso cui il Presidente è responsabile) e ad un Consiglio dei Ministri nominato dal Presidente (punto V); abolizione di ogni dogana interna (punto VIII); garantite libertà di stampa e associazione, uguaglianza civile non invalidata dall'appartenenza religiosa, uguaglianza civile politica, diritto per ogni cittadino di uno Stato membro di poter ricoprire qualunque carica in un altro Stato della Confederazione, abolizione della pena di morte per i reati politici (punto X). Tale proposta fu, successivamente, presenta al Consiglio dei deputati dello Stato Pontificio dal Mamiani, che il 26 ottobre aveva anche inviato gli indirizzi del Congresso a re Carlo Alberto.
Il colpo finale al progetto fu dato dall'assassinio di Pellegrino Rossi, capo del governo pontificio e propugnatore dell'idea federalista, avvenuto il 15 novembre 1848, da cui scaturirono gli eventi che portarono all'esilio di Pio IX da Roma durato un anno e mezzo. Dopo il tragico evento il progetto confederale venne forzatamente accantonato.